# Noen U-Loke
Noen U-Loke (thailändisch เนินอุโลก) ist ein archäologischer Fundplatz in der Provinz Nakhon Ratchasima, Isan (Nordost-Thailand).

## Lage und Grabungsgeschichte
Noen U-Loke liegt im Tal des Mae Nam Mun (Mun-Fluss) und bildet eine Hügellandschaft, die von einer Reihe von Kanälen umfasst ist. Bereits 1991 wurden hier vom Fine Arts Department in Bangkok unter der Leitung von M. Wichakana Ausgrabungen durchgeführt, wobei Gräber aus der Bronzezeit gefunden wurden. Deshalb untersuchte Charles Higham mit seiner Gruppe 1997 und 1998 die Gegend erneut. Er brachte vier größere kulturell interessante Lagen zum Vorschein, die Hinweise auf Arbeiten, Wohnkultur und Bestattungsaktivitäten aufwiesen.

## Funde
Die bei Noen U-Loke durchgeführten Arbeiten bezogen sich weitgehend auf die Verarbeitung von Bronze und Eisen. Man fand Feuerstellen mit Blasdüsen, die aus Ton gefertigt waren. Auch ist es möglich, dass man hier Glas herstellte.
Es wurden Löcher für Holzpfosten freigelegt, wie man sie beim traditionellen Hausbau Südostasiens benutzt. Daneben gibt es zahlreiche Gruben, die mit Reis und Reisabfall gefüllt sind. Viele Tonscherben sind freigelegt worden, von denen eine große Anzahl wohl infolge des Eindringens von Wasser in ihrer Lage versetzt worden sind. Manche von ihnen sind mit dem Harz von Flügelfruchtgewächsen wasserdicht gemacht worden. 
Die aufgefundenen Gräber sind aufschlussreiche Zeugen zur sozialen Lage der Bewohner von Noen U-Loke. Fünf Lagen von einer Tiefe von 65 Zentimetern bis 5 Metern wurden freigelegt. Sie stammen aus der Zeit zwischen 200 v. Chr. bis 300 n. Chr.